# Medasina sikkima
Medasina sikkima là một loài bướm đêm trong họ Geometridae.